# Polyxenus hawaiiensis
Polyxenus hawaiiensis är en mångfotingart som beskrevs av Filippo Silvestri 1904. Polyxenus hawaiiensis ingår i släktet Polyxenus och familjen penseldubbelfotingar. Inga underarter finns listade i Catalogue of Life.